# San Antonio (Escazú)
San Antonio è un distretto della Costa Rica facente parte del Cantone di Escazú, nella provincia di San José.